# .25-06 Remington
Considerado por muchos como el más balanceado de los "quarter bore", el .25-06 Remington se mantuvo en la oscuridad por medio siglo antes de ser lanzado al mercado por Remington en 1969. Su diseño parte del casquillo del .30-06 Springfield, al que se le ajustó el cuello para alojar un   con un proyectil calibre .257” concebido para disparar proyectiles con pesos de entre 75 y 120 granos.

## Historia
Charles Newton, también creador del .22 Savage Hi-Power trabajó en el año 1912 con el casquillo del .30-06 Springfield  para que fuera cargado con los proyectiles de 117 granos del .25-35 Winchester .  Este proyecto promovió el lanzamiento comercial del .250-3000 Savage en 1915, capaz de propulsar un proyectil .257 a una velocidad de 3000 pies por segundo, con un casquillo recortado de 63 a 49 mm.

## Performance

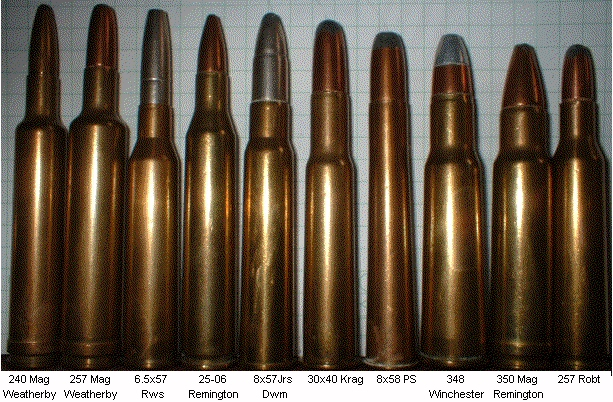
De izquierda a derecha:.240 Weatherby Magnum.25-06 Remington.257 Roberts.257 Weatherby Magnum.30-40 Krag.348 Winchester.350 Remington Magnum6.5 x 57 mm8 x 58 mm8x57 JRS

El .25-06 Remington es capaz de propulsar una bala de 117 granos (7.6 g) hasta 3200 pies  por segundo (980 m/s) con niveles de energía de hasta 2500 libras/pie.
El retroceso que genera el .25-06 Remington es menor que el de un .30-06 Springfield o un .270 Winchester, con un rifle de peso similar, debido a que las balas son más ligeras, haciéndolo una opción para los tiradores sensibles al retroceso. Entre los cartuchos de la familia de los .25, el 25-06 Remington ostenta una trayectoria plana que supera al .257 Roberts, pero que no logra igualar al .257 Weatherby Magnum, el más plano de los cartuchos calibre .257, que lo supera en  200 a 300 pies por segundo (61–91 m/s) con balas del mismo peso.
Su trayectoria y energía son muy similares a las del .270 Winchester, volviéndolo una alternativa muy similar, aunque con un proyectil de menos peso y por ende menos versátil que el .270. Si bien el .25-06 Remington nunca logró alcanzar la popularidad del .270 Winchester o del .30-06 Springfield, este cartucho es capaz de generar similares resultados que los anteriores para la caza de especies de tamaño mediano como venados de cola blanca.
El límite de presión para el .25-06 Remington SAAMI Límite  es de 63 000 PSI.

## Uso deportivo

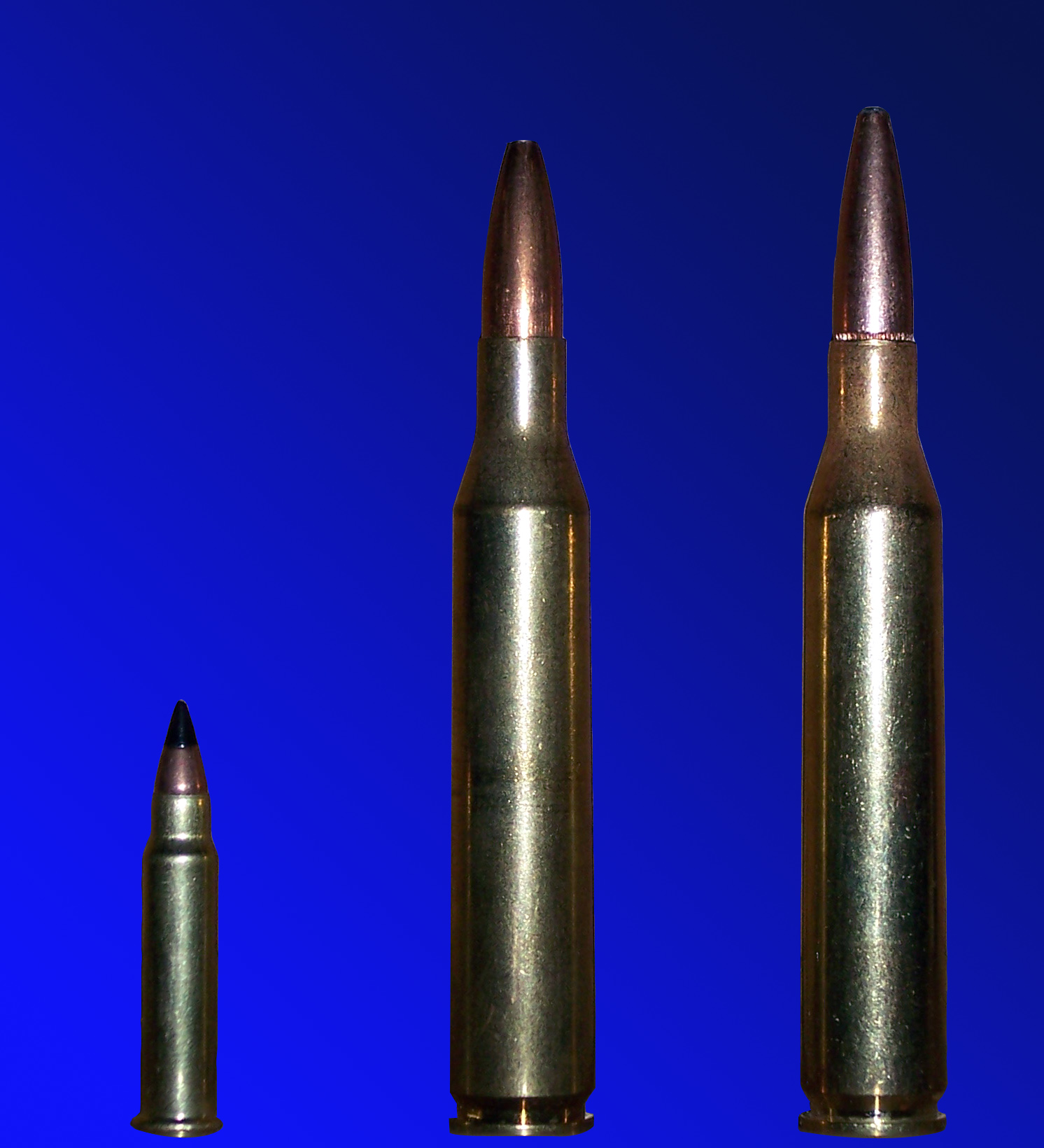
A la izquierda: .17 HMR, centro : .25-06 Remington, derecha: 30-06 Springfield.

Las balas de calibre .25" como el .257 Roberts, .25-06 Remington o el .257 Weatherby Magnum son de pesos ligeros, resultando en altas velocidades a la boca del cañón y trayectorias templadas sin generar un retroceso muy fuerte. Si bien el coeficiente balístico de los proyectiles de este calibre, no es tan alto como los de calibre .264" (6.5 mm), que los ha vuelto más populares, para efectos prácticos la diferencia es insignificante.  
El .25-06 es considerado una buena opción para cazar cérvidos y antílopes ligeros o de pesos medios. Debido a su velocidad de salida y trayectoria plana, muy similar a la del .270 Winchester, es particularmente popular para cazar en pampas, llanuras y zonas de montaña. Pero al contar con proyectiles de pesos livianos, es también un calibre muy adecuado para cazar animales pequeños a largas distancias, como coyotes y zorros. 
La mayoría de fabricantes ofrecen el .25-06 Remington en mecanismos de longitud estándar y en rifles monotiro. 
Si bien el .25-06 puede ser considerado un poco ligero para animales de la talla de un wapiti, para cérvidos de tamaño medio resulta una excelente opción, debido a su trayectoria plana, que lo vuelve muy adecuado para la caza en zonas abiertas.